# Михаил Козмов
Михаил Козмов (на английски: Mike Kozma) е български революционер, деец на Вътрешната македоно-одринска революционна организация, емигрантски общественик, деец на Македонската патриотична организация в САЩ.

## Биография
Михаил Козмов е роден на 15 януари 1885 година в костурското село Вишени, тогава в Османската империя. Влиза във ВМОРО, посветен от Васил Чекаларов. Работи като легален деец в родното си село. Взима участие в Илинденско-Преображенското въстание през лятото на 1903 година с четата на Йото Рашайков. С нея взима участие в девет сражения в Костурско, Леринско и Мариово.
След въстанието се прибира във Вишени, а оттам заминава за Анадола, където остава две години. В 1905 година емигрира в САЩ и се установява във Форт Уейн, Индиана. Сред основателите е на Македонската патриотична организация „Костур“, на която е често председател, и на църквата „Свети Никола“. В 1922 година учредителният конгрес на Македонската патриотична организация се провежда в неговата къща във Форт Уейн.
Умира през юли 1974 година във Форт Уейн.